# Americus (Kansas)
Americus ist ein Ort im Lyon County im US-Bundesstaat Kansas, Vereinigte Staaten. Das U.S. Census Bureau hat bei der Volkszählung 2020 eine Einwohnerzahl von 776 ermittelt. 

## Geografie
Der Ort liegt im mittleren Osten von Kansas am Neosho River, etwas nordwestlich von Emporia und hat eine Gemeindefläche von 2,8 km² 

## Name
Benannt wurde der Ort nach Amerigo Vespucci, einem Kaufmann, Navigator und Seefahrer, nach dem der Kontinent Amerika benannt wurde.

## Bevölkerung
97 % der Bevölkerung sind Weiße. 30 % sind unter 18, 10 % über 64. Das durchschnittliche Pro-Kopf-Einkommen beträgt jährlich $14.532. 11 % der Bevölkerung lebt unterhalb der Armutsgrenze.